# Вишневский, Давид Николаевич
Дави́д Никола́евич Вишне́вский (14 декабря 1894, Юзовка, Бахмутский уезд, Екатеринославская губерния, Российская империя — 20 февраля 1951, Пенза, РСФСР, СССР) — советский военачальник, артиллерист и конструктор взрывателей, начальник лаборатории № 1 ЦКБ № 22 (1942—1951), генерал-майор инженерно-артиллерийской службы (18 ноября 1944 года), Герой Социалистического Труда (1945).

## Биография
Родился 14 декабря 1894 года в Юзовке Бахмутского уезда Екатеринославской губернии. Еврей. С 1906 года смазчик, затем машинист электростанции в Донбассе. С 1915 года служил в Русской императорской армии рядовым 229-го запасного пехотного полка, в том же году был ранен и вновь в 1917 году. С 1918 года — в Красной армии, участник Гражданской войны. С июня 1919 года помощник командира отдельной технической подрывной команды 13-й армии Южного фронта, с января 1920 года — автомеханик-бригадир автомастерских 13-й армии. С марта 1920 года — командир инженерного парка 42-й дивизии, с августа того же года служил во 2-м полевом штабе Красной армии. С февраля 1922 года был помощником уполномоченного Реввоенсовета Республики, с мая 1922 года начальник бюро агитации в Политуправлении Красной армии. С сентября 1923 года находился в Главном артиллерийском управлении РККА. С июля 1924 года помощник начальника оружейного пулемётного отдела, с августа того же года помощник инструктора артиллерийских приёмок, с сентября 1924 года помощник начальника отдела артиллерийских приёмок, а с декабря 1924 года по февраль 1925 года исполнял обязанности начальника этого отдела. 
В 1930 году окончил Военно-техническую академию Красной армии, в 1931 году адъюнктуру при Военно-артиллерийской академии РККА, после окончания которой в ноябре 1931 года направлен инженером-конструктором в ЦКБ-22 Наркомата тяжёлой промышленности СССР. Изобрёл новый принцип возбуждения огневой цепи с помощью пневматики (адиабатического нагрева воздуха внутри взрывателя специальной деталью-поршнем, приводимого в действие преградой при столкновении), на базе которого в 1932 году был принят на вооружение универсальный авиационный взрыватель АПУВ для бомбометания со средних и больших высот при головном и донном расположении в авиабомбе. В 1930-х годах им был спроектирован взрыватель АВ-4 и впоследствии эта конструкция стала базовой для ряда авиационных взрывателей. 
С января 1936 года Д. Н. Вишневский был начальником отдела по взрывателям ЦКБ-22 Наркомата боеприпасов СССР, руководил разработкой взрывателей контактного и дистанционного действия для снарядов сухопутной, зенитной и морской артиллерии и авиационных бомб. В 1933–1937 годы вёл курс проектирования взрывателей в Ленинградском военно-механическом институте. 
Развивая идею ударных механизмов термопневматического действия, в конце 1930-х годов Вишневский совместно с А. Я. Ерёменко разработал семейство пневматических взрывателей ГВМЗ (головной Вишневского мгновенного и замедленного действия) для мин, гаубичных и реактивных снарядов. Взрыватели этого семейства пошли в серию уже во время войны, а ГВМЗ-7 применяется для 120-мм мин до сих пор. 
В начале Великой Отечественной войны лаборатория Д. Н. Вишневского была эвакуирована в Пензу.
12 декабря 1950 года поступил на лечение в Клинический госпиталь Военно-медицинской академии имени С. М. Кирова в Ленинграде с диагнозом «злокачественная опухоль правого лёгкого». Похоронен в Ленинграде.

## Семья
- Жена — Белла Рафаиловна Вишневская, врач, уроженка Екатеринослава[6][7]. Сын Рафаил (1926).
- Двоюродные братья — виолончелист Яков Слободкин и вокалист, музыкальный продюсер Юлий Слободкин[источник не указан 725 дней].

## Награды
- Герой Социалистического Труда (16 сентября 1945 года)
- 3 ордена Ленина
- 2 ордена Красного Знамени
- орден Суворова II степени (18 ноября 1944)[8]
- орден Красной Звезды
- медаль «За победу над Германией в Великой Отечественной войне 1941—1945 гг.»
- другие медали